# 金星の太陽面通過 (海王星)
海王星における金星の太陽面通過（きんせいのたいようめんつうか）は、海王星と太陽のちょうど間に金星が入り、太陽面を通過する天文現象である。

## 概要
海王星における金星の太陽面通過は、紀元前12万5千年から12万5千年の25万年間で63576回ある。前回は1966年11月12日、次回は2042年10月27日に発生する。
海王星における金星の太陽面通過は約76年、または約76.5年という太陽面通過を起こさない期間を挟み、約6年2か月間の期間中に約7.5か月の期間を置いて連続発生する。すなわち、連続で発生する期間では11回連続で太陽面通過が発生する。ただし、稀に数が多かったり少なかったりする。このような回数は、前回は1466年8月26日から1473年6月11日の12回である。次回は2207年9月13日から2213年4月4日までの10回である。約7.5か月は金星の公転周期に相当する。1年間より短いため、同じ年に2回発生する場合もある。

## 太陽面通過の起こる日
金星の太陽面通過は数が多いので、近年の日時を記す。日付は最大食の日付(UTC)。
| 年月日         | 最大食 | 年月日         | 最大食 |
| -------------- | ------ | -------------- | ------ |
| 1960年9月9日   | 07:40  | 2042年10月27日 | 07:55  |
| 1961年4月22日  | 19:55  | 2043年6月9日   | 20:52  |
| 1961年12月4日  | 08:38  | 2044年1月21日  | 10:33  |
| 1962年7月17日  | 21:35  | 2044年9月3日   | 00:14  |
| 1963年2月28日  | 10:19  | 2045年4月16日  | 13:26  |
| 1963年10月11日 | 23:02  | 2045年11月28日 | 02:52  |
| 1964年5月24日  | 11:31  | 2046年7月11日  | 16:04  |
| 1965年1月5日   | 00:00  | 2047年2月22日  | 05:31  |
| 1965年8月18日  | 12:28  | 2047年10月5日  | 18:43  |
| 1966年4月1日   | 01:40  | 2048年5月18日  | 07:40  |
| 1966年11月12日 | 13:55  | 2048年12月29日 | 21:21  |

## 同時太陽面通過
- 金星の太陽面通過が、水星の太陽面通過と同時に起こることはあるが、極めて稀である。前回は紀元前24635年1月17日、次回は2865年12月19日である。
- 金星の太陽面通過が、地球の太陽面通過および月の太陽面通過と同時に起こることはあるが、極めて稀である。前回は紀元前23504年4月24日、次回は66012年6月26日である。
  - 17678年4月23日の太陽面通過はさらに稀な現象として、地球と金星のみが太陽面通過を起こし、月は太陽面通過を起こさない。
  - 紀元前22435年10月26日の太陽面通過はさらに稀な現象として、月と金星のみが太陽面通過を起こし、地球は太陽面通過を起こしていない。
- 金星の太陽面通過が、木星の太陽面通過と同時に起こることはあるが、極めて稀である。次回は15124年4月8日である。